# San Javier (Espanha)
San Javier é um município da Espanha na província e comunidade autónoma de Múrcia. Tem 74,2 km² de área e em 2021 tinha 33 645 habitantes (densidade: 453,4 hab./km²).

## Demografia
| Variação demográfica do município entre 1991 e 2004 | Variação demográfica do município entre 1991 e 2004 | Variação demográfica do município entre 1991 e 2004 | Variação demográfica do município entre 1991 e 2004 |
| --------------------------------------------------- | --------------------------------------------------- | --------------------------------------------------- | --------------------------------------------------- |
| 1991                                                | 1996                                                | 2001                                                | 2004                                                |
| 14696                                               | 16773                                               | 20125                                               | 24686                                               |